# Sandlärka
Sandlärka (Alaudala raytal) är en asiatisk fågel i familjen lärkor inom ordningen tättingar. Den förekommer vid sandbankar utmed vattendrag och kustnära sanddyner från södra Iran till södra Myanmar. Beståndet anses vara livskraftigt.

## Utseende
Sandlärka är en liten lärka med en kroppsländ på endast 12 centimeter. Fågeln är ljus med tunn näbb och kort stjärt. Ovansidan är kallt sandgrå, undersidan vitaktig och på bröstet syns små fina streck.

## Utbredning och systematik
Sandlärka delas in i två underarter med följande utbredning:
- Alaudala raytal raytal – förekommer från kustnära områden i sydöstra Iran till Afghanistan, norra Indien och södra Myanmar
- Alaudala raytal adamsi – förekommer i kustnära områden i nordvästra Indien

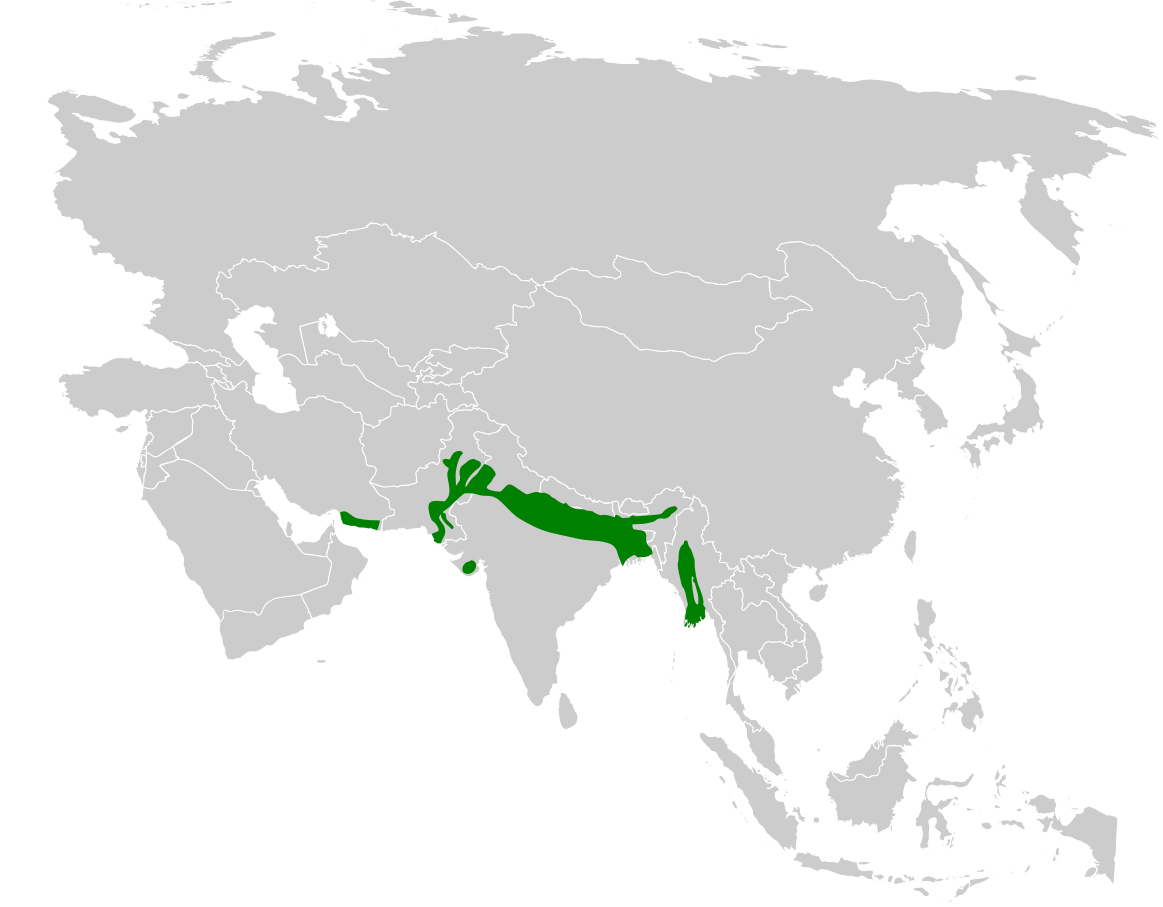
Sandlärkans utbredningsområde.

### Släktestillhörighet
Tidigare placerades sandlärka med släktingar med korttålärkor i Calandrella, men genetiska studier visar att de snarare står närmast berglärkorna i Eremophila. De förs därför numera till det egna släktet Alaudala.

## Levnadssätt
Sandlärka påträffas vid sandbankar utmed sjöar, floder, tidvattenskanaler och sanddyner utmed kusten. Den ses ensam, i par eller i små lösa flockar när den genom blixtsnabba stopp söker efter insekter och frön.
Fågeln häckar från februari till maj, Det djupt skålformade boet placeras bland vegetation på den sandiga marken. Den lägger vanligtvis tre gråvita brunfläckiga ägg.

## Status och hot
Arten har ett stort utbredningsområde och en stor population med stabil utveckling som inte tros vara utsatt för något substantiellt hot. Utifrån dessa kriterier kategoriserar internationella naturvårdsunionen IUCN arten som livskraftig (LC). Världspopulationen har inte uppskattats men den beskrivs som lokalt vanlig.

## Namn
Fågelns vetenskapliga artnamn kommer av Rētǎl (="sandfågel"), sandlärkans namn på Hindi. Sandlärka är även en föråldrad synonym för berglärka.